# Stephan Mendel-Enk
Stephan Yigal Mendel-Enk, född 20 september 1974 i Göteborg, är en svensk journalist och författare.
Han är utbildad i journalistik och har bland annat skrivit i fotbollsmagasinet Offside, varit sportkrönikör i Dagens Nyheter och arbetat på Sveriges Radio.
Han debuterade som författare 2004 med reportageboken Med uppenbar känsla för stil.  Han romandebuterade med Tre apor 2010.
Han är gift med Malin Mendel.